# Lady Hamilton (film)
Lady Hamilton (engelska: That Hamilton Woman) är en brittisk historisk dramafilm från 1941 regisserad och producerad av Alexander Korda. I huvudrollerna ses Vivien Leigh och Laurence Olivier.

## Handling
Filmen utspelar sig under Napoleonkrigen och handlar om Lord Nelson (Laurence Olivier) och hans älskarinna Emma Hamilton (Vivien Leigh). Den berättas ur hennes synvinkel och börjar när Nelson ännu är kapten och slutar ungefär vid slaget vid Trafalgar.

## Rollista i urval
- Vivien Leigh - Emma, Lady Hamilton
- Laurence Olivier - Amiral Horatio Nelson
- Alan Mowbray - Sir William Hamilton
- Gladys Cooper - Lady Frances Nelson
- Henry Wilcoxon - Kapten Hardy
- Guy Kingford - Kapten Troubridge
- Halliwell Hobbes - pastor Edmund Nelson
- Sara Allgood - Mrs Cadogan-Lyon
- Gilbert Emery - Lord Spencer
- Miles Mander - Lord Keith
- Heather Angel - Mary Smith, gatflicka
- Alec Craig - kalfaktorn
- Ronald Sinclair - Josiah
- Luis Alberni - kungen av Neapel
- Norma Drury Boleslavsky - drottningen av Neapel
- Olaf Hytten - Gavin
- Juliette Compton - Lady Spencer

## Nomineringar och utmärkelser
Filmen var nominerad till Oscar i fyra kategorier, bästa foto, scenografi, specialeffekter och ljud. Den, och Jack Whitney, belönades med en Oscar för bästa ljud.